# 宣城公主 (唐宪宗)
宣城公主（?—?），是中国唐朝唐宪宗第六女，母不详。
生年不详，下嫁沈𥫃。会昌三年（843年），远嫁回鹘的太和公主回到长安，唐武宗（宪宗的孙子、宣城公主的侄子）命令公主们去迎接，宣城公主等人都不从命。二月二十七，唐武宗下令罚她们一百匹绢。